# 泰亞奴·巴路
泰亞奴·馬馬杜·拉馬拉拿·巴路 （英語：Thierno Mamadou Lamarana Ballo，2000年10月25日—）是一名職業足球員，司職中場，現時效力奥超球會。出生於科特迪瓦的巴路曾為奧地利各級青年國家隊上陣。

## 球會生涯

### 早年生涯
巴路於科特迪瓦出生，並在三歲時與家人移居几内亚，及後再移居到奧地利的。巴路曾效力當地球會SV Chemie Linz和的青年隊，他在11歲時離開奧地利，加盟德國球會利華古遜的青訓學院，及後在15歲時轉投，為球會的U17梯隊上陣。
2018年1月，巴路加入英超球會車路士的青訓學院，他與球會簽下一紙學徒合約。2019年1月，他與車路士簽下首份職業合約。
2021年8月31日，他被外借到奧地利球會維也納迅速，為期一季。同年9月23日，他在對陣的奧地利盃賽事中上演職業生涯地標戰，於比賽下半場後備上陣，協助球隊以2–1擊敗對手晉級。車路士在2022年1月提早召回巴路。他在2022年夏天轉會窗約滿離隊。

### 禾夫斯貝加
2022年7月12日，奥超球會宣布免費簽入自由身的巴路，他簽下一紙為期兩年的合約，並設有續約一年的選項。同月23日，巴路在對陣格拉茨的聯賽比賽中首次為球隊上陣，他於比賽補時階段後備上陣。同年8月28日，他在對陣WSG提洛爾的3–1勝仗中射入職業生涯首個入球，協助球隊奪得該賽季的首場聯賽勝仗。
2024年4月，球隊宣布啟動了巴路合約中的續約條款，合約將於2025年到期。

## 生涯統計
最後更新：2024年5月21日
| 效力球會           | 球季     | 聯賽     | 聯賽 | 聯賽 | 國家盃賽 | 國家盃賽 | 洲際賽事 | 洲際賽事 | 其他 | 其他 | 總計 | 總計 |
| 效力球會           | 球季     | 聯賽     | 上陣 | 入球 | 上陣     | 入球     | 上陣     | 入球     | 入球 | 入球 | 上陣 | 入球 |
| ------------------ | -------- | -------- | ---- | ---- | -------- | -------- | -------- | -------- | ---- | ---- | ---- | ---- |
| 車路士U23          | 2019–20  | —        | —    | —    | —        | —        | —        | —        | 3    | 0    | 3    | 0    |
| 車路士U23          | 2020–21  | —        | —    | —    | —        | —        | —        | —        | 2    | 0    | 2    | 0    |
| 車路士U23          | 總計     | 總計     | —    | —    | —        | —        | —        | —        | 5    | 0    | 5    | 0    |
| 車路士             | 2021–22  | 英超     | 0    | 0    | 0        | 0        | 0        | 0        | 0    | 0    | 0    | 0    |
| 維也納迅速（外借） | 2021–22  | 奥超     | 8    | 0    | 2        | 0        | 3        | 0        | —    | —    | 13   | 0    |
|                    | 2022–23  | 奥超     | 27   | 6    | 4        | 1        | 3        | 0        | 1    | 0    | 35   | 7    |
| 2023–24            | 27       | 奥超     | 12   | 2    | 1        | 0        | 0        | 0        | 0    | 29   | 13   |      |
| 總計               | 總計     | 54       | 18   | 6    | 2        | 3        | 0        | 1        | 0    | 64   | 20   |      |
| 生涯總計           | 生涯總計 | 生涯總計 | 62   | 18   | 8        | 2        | 6        | 0        | 6    | 0    | 82   | 20   |

1. 1 2  於英格蘭足球聯賽錦標賽賽事上陣。
2. ↑  於歐霸盃賽事上陣。
3. ↑  於歐協聯賽事上陣。
4. ↑  於奧超歐戰附加賽上陣。